# EWF American Championship
L'EWF American Championship è il titolo secondario della Empire Wrestling Federation.

## Albo d'oro
| Wrestler                                                                      | Regni | Data              | Luogo              | Note                                                                                         |
| ----------------------------------------------------------------------------- | ----- | ----------------- | ------------------ | -------------------------------------------------------------------------------------------- |
| Mr. Quick                                                                     | 1     | 7 marzo 1999      | Victorville        | La EWF gli consegna il titolo.                                                               |
| Tim Patterson                                                                 | 1     | 9 maggio 1999     | San Bernardino     | Sconfiggendo Bo Cooper dopo che il titolo era stato reso vacante.                            |
| Krazy K.C.                                                                    | 1     | 12 settembre 1999 | San Bernardino     |                                                                                              |
| Josh Galaxy                                                                   | 1     | 26 febbraio 2000  | San Bernardino     |                                                                                              |
| Krazy K.C.                                                                    | 2     | 24 marzo 2000     | San Bernardino     |                                                                                              |
| Brian Owen                                                                    | 1     | 25 giugno 2000    | San Bernardino     |                                                                                              |
| Eddie Williams                                                                | 1     | 15 ottobre 2000   | Riverside          |                                                                                              |
| Titolo vacante il 12 novembre 2000 dopo il ritiro di Eddie Williams.          |       |                   |                    |                                                                                              |
| Johnny Dynamite                                                               | 1     | 26 maggio 2001    | San Bernardino     | Battendo JJ Dupree per il titolo.                                                            |
| Nomad                                                                         | 1     | 15 settembre 2001 | San Bernardino     |                                                                                              |
| Johnny Dynamite                                                               | 2     | 15 settembre 2001 | San Bernardino     |                                                                                              |
| John Black                                                                    | 1     | January 19, 2002  | Fontana            | Dette il titolo ad Under Pressure subito dopo averlo vinto.                                  |
| Under Pressure                                                                | 1     | 15 giugno 2002    | San Bernardino     | Ridette il titolo a Black poco dopo.                                                         |
| Warchild                                                                      | 1     | 21 giugno 2002    | Covina             |                                                                                              |
| Vizzion                                                                       | 1     | 28 settembre 2002 | San Bernardino     |                                                                                              |
| Touradj                                                                       | 1     | 8 dicembre 2002   | Bakersfield        |                                                                                              |
| Krazy K.C.                                                                    | 3     | 2 febbraio 2003   | Bakersfield        | Privato per non essersi presentato a difendere il titolo.                                    |
| Jason King                                                                    | 1     | 22 agosto 2003    | Covina             | Battendo Rudy Luna, Jason Sanders, Ragin' Dawg, Kayam e Enigma de Oro per il titolo vacante. |
| Ragin' Dawg                                                                   | 1     | 20 febbraio 2004  | Covina             |                                                                                              |
| Bigg Q                                                                        | 1     | 25 giugno 2004    | Covina, California | Battendo Ragin' Dawg e Kenny King in a Triple Threat Match.                                  |
| Johnny Starr                                                                  | 1     | 22 ottobre 2004   | Covina             |                                                                                              |
| The Plague                                                                    | 1     | 25 marzo 2005     | Covina             |                                                                                              |
| Jason King                                                                    | 2     | 24 giugno 2005    | Covina             |                                                                                              |
| Syrus                                                                         | 1     | 22 luglio 2005    | Covina             |                                                                                              |
| Vizzion                                                                       | 2     | 23 dicembre 2005  | Covina             |                                                                                              |
| Vizzion rese vacante il titolo il 14 aprile 2006 in seguito ad un infortunio. |       |                   |                    |                                                                                              |
| Dan Kobrick                                                                   | 1     | 14 maggio 2006    | Covina             | Sconfiggendo Angelas nella finale di un torneo.                                              |
| Human Tornado                                                                 | 1     | 9 febbraio 2007   | Covina             |                                                                                              |
| Karl Anderson                                                                 | 1     | 13 aprile 2007    | Covina             |                                                                                              |
| Mikey Nicholls                                                                | 1     | 7 settembre 2007  | Covina             | Battendo Ryan Taylor e Karl Anderson in un Triple Treath Match.                              |
| Hook Bomberry                                                                 | 1     | 31 ottobre 2007   | Yucaipa            |                                                                                              |
| Vizzion                                                                       | 3     | 2 maggio 2008     | Covina             |                                                                                              |
| Ryan Taylor                                                                   | 1     | 23 agosto 2008    | San Bernardino     |                                                                                              |
| Liger Rivera                                                                  | 1     | 15 maggio 2009    | Covina             |                                                                                              |
| Extreme Loco                                                                  | 1     | 8 gennaio 2010    | Covina             | Battendo Chris Kadillak nella finale di un torneo.                                           |
| Liger Rivera                                                                  | 2     | 21 maggio 2010    | Covina             |                                                                                              |
| Chris Kadilak                                                                 | 1     | 24 settembre 2010 | Covina             |                                                                                              |
| Terex                                                                         | 1     | 14 gennaio 2011   | Covina             |                                                                                              |
| Mike Maze                                                                     | 1     | 20 maggio 2011    | Covina             |                                                                                              |
| Tommy Wilson                                                                  | 1     | 4 marzo 2012      | Covina             |                                                                                              |
| SoCal Crazy                                                                   | 1     | 3 agosto 2012     | Covina             |                                                                                              |
| Sugar Sweet                                                                   | 1     | 2 febbraio 2013   | Covina             |                                                                                              |